# Драгиньян
Драгинья́н (фр. Draguignan, окс. Draguinhan) — коммуна на юго-востоке Франции в регионе Прованс — Альпы — Лазурный берег, департамент Вар. Супрефектура одноимённого округа и кантона.
Площадь коммуны — 53,7 км², население — 37 088 человек (2006) с тенденцией к росту: 37 476 человек (2012), плотность населения — 698,0 чел/км².

## Название

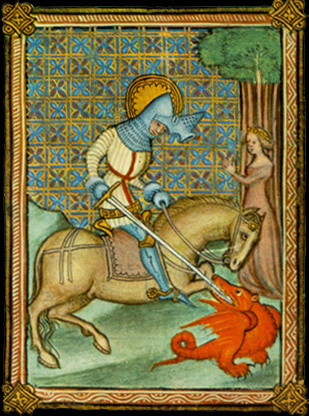
Сен-Жорж убивает дракона, 15 век

Согласно легенде, название города происходит от латинского слова «Draco/Draconem» (дракон): епископ по имени Святой Эрментер убил дракона и спас людей.
Девиз Драгиньяна на латыни — «Alios nutrio, meos devoro» (я питаю других, я пожираю своих).

## Географическое положение
Коммуна расположена в гористой местности приблизительно в 25 км от морского побережья.

## Население
Население коммуны в 2011 году составляло — 37 501 человек, а в 2012 году — 37 476 человек.
| 1962  | 1968  | 1975  | 1982  | 1990  | 1999  | 2006  | 2011  | 2012  |
| ----- | ----- | ----- | ----- | ----- | ----- | ----- | ----- | ----- |
| 14522 | 18376 | 21448 | 26667 | 30183 | 32829 | 37088 | 37501 | 37476 |

Динамика населения:

## Экономика
В 2010 году из 23 090 человек трудоспособного возраста (от 15 до 64 лет) 16 193 были экономически активными, 6897 — неактивными (показатель активности 70,1 %, в 1999 году — 67,6 %). Из 16 193 активных трудоспособных жителей работали 13 850 человек (7191 мужчина и 6659 женщин), 2343 числились безработными (1034 мужчины и 1309 женщин). Среди 6897 трудоспособных неактивных граждан 1967 были учениками либо студентами, 2049 — пенсионерами, а ещё 2881 — были неактивны в силу других причин.
На протяжении 2010 года в коммуне числилось 16 675 облагаемых налогом домохозяйств, в которых проживало 38 451,5 человек. При этом медиана доходов составила 18 тысяч 181 евро на одного налогоплательщика.

## Достопримечательности
- Музей артиллерии

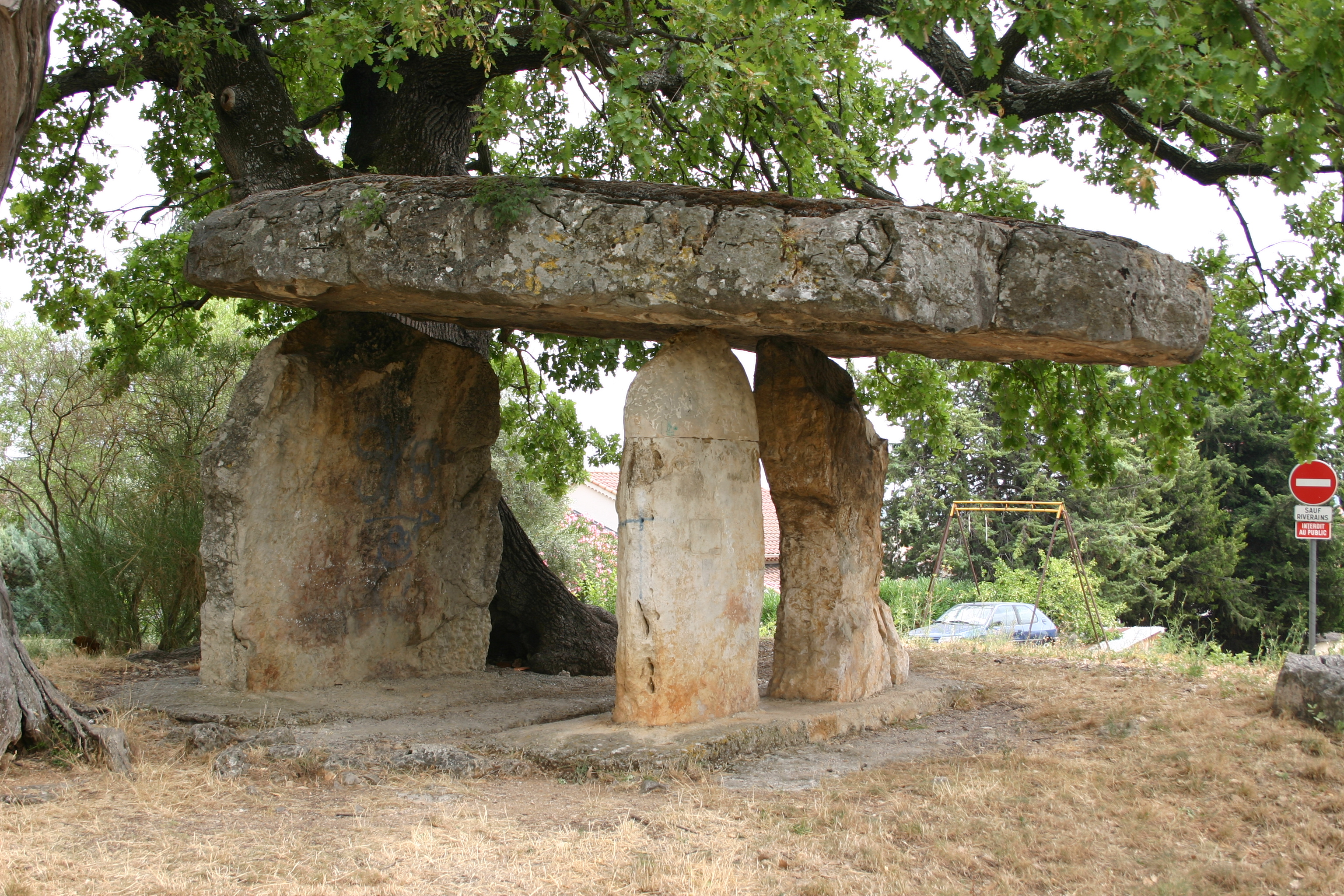
Дольмен в Драгиньяне

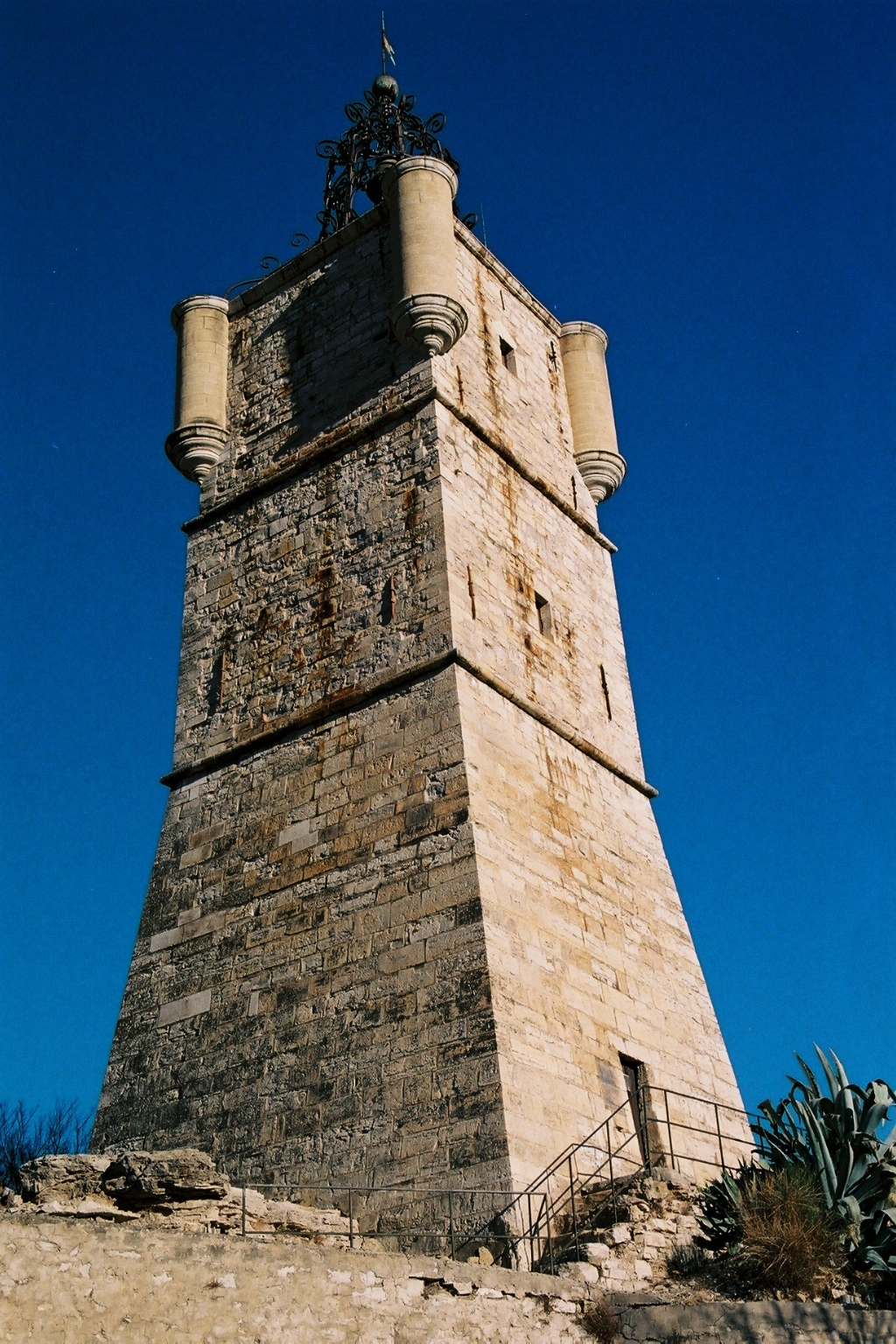
«Башня Пасечника» в Драгиньяне

- Музей искусств и народных традиций
- Ронское американское кладбище (см. Южно-французская операция)
- Церковь Святого Михаила
- Церковь Богоматери Народов
- Дольмен Пьер-де-ла-фе (Камень феи), также известный как «фруктовая скала».

В Драгиньяне проходит действие книги «Le Carnaval des dragons» Макса Дюкос.

## Города-побратимы
- Тутлинген, Германия

## Галерея

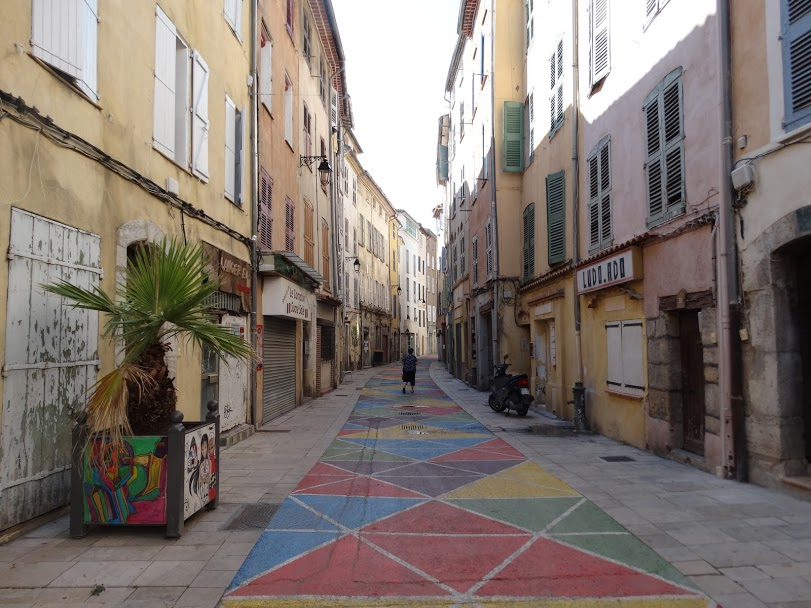
Уличное искусство
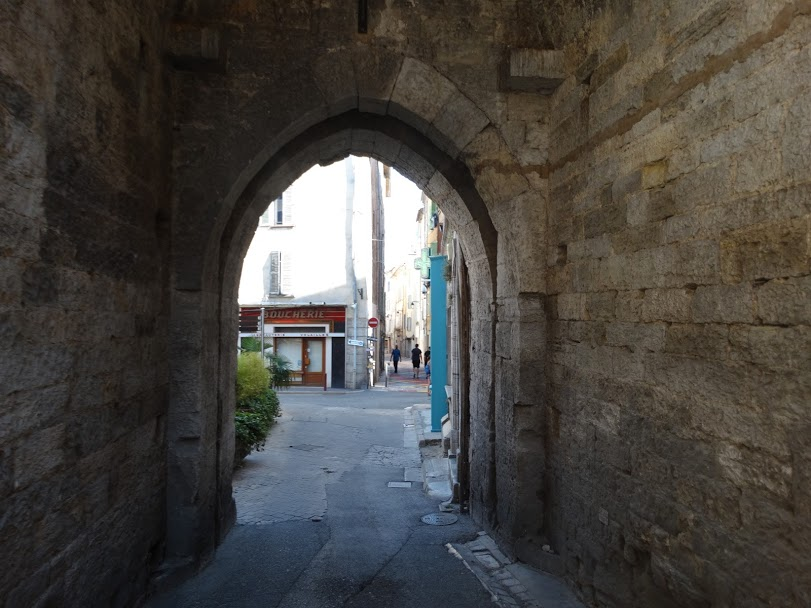
В старом городе
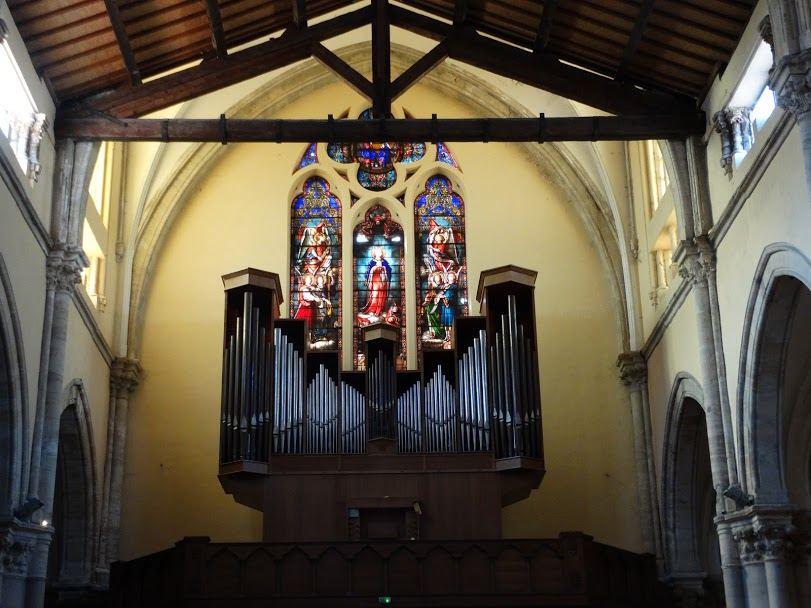
Орган в церкви Святого Михаила
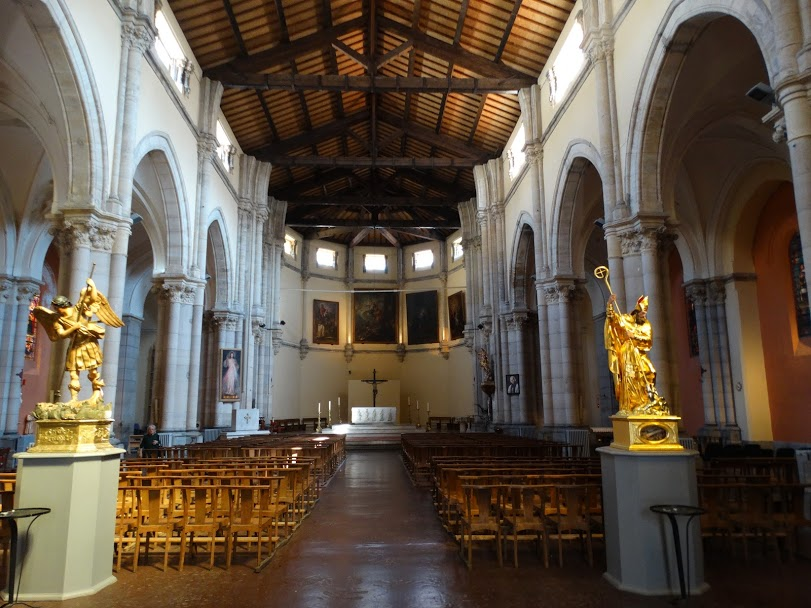
Церковь Святого Михаила